# Ас-Судани, Мухаммед Шиа
Мухаммед Шиа ас-Судани (араб. محمد شياع السوداني‎; род. 4 марта 1970, Багдад) — иракский государственный и политический деятель, премьер-министр Ирака с 28 октября 2022 года. Министр по правам человека Ирака с 2010 по 2014 год. Губернатор провинции Майсан с 2009 по 2010 год.

## Ранние годы
Мухаммед Шиа ас-Судани родился в 1970 году. В 1980 году, когда ему было 10 лет, агенты Саддама Хусейна убили его отца и пять других членов семьи из-за принадлежности к партии «Дава».
Имеет степень бакалавра сельскохозяйственных наук Багдадского университета (1992) и степень магистра в области управления проектами (1997). Мухаммед участвовал в восстаниях 1991 года, начавшиеся после окончания войны в Персидском заливе. В 1997 году был назначен в управление сельского хозяйства Майсана, в котором был начальником отдела сельского хозяйства города Кумаит, начальником отдела сельского хозяйства города Али аль-Шарки, начальником отдела сельскохозяйственного производства и главным инженером в Национальной исследовательской программе Продовольственной и сельскохозяйственной организации ООН.

## Политическая карьера
Вступил в политическую борьбу после вторжения США и их союзников в Ирак в 2003 году. Мухаммед Шиа ас-Судани работал координатором между администрацией провинции Майсан и Коалиционной временной администрацией. В 2004 году политик был назначен мэром города Амара, в 2005 году он был избран членом Совета провинции Майсан. В 2009 году был переизбран на эту должность, а впоследствии до 2010 года занимал должность губернатора провинции Майсан.

### В правительстве
После парламентских выборов 2010 года был назначен премьер-министром Нури аль-Малики министром по правам человека. Кадидатура ас-Судани была одобрена парламентом 21 декабря 2010 года. В течение 2011 года он некоторое время был председателем Комиссии по правосудию и подотчетности за дебаасификацию, которая имела право не допускать отдельных лиц в правительство из-за связей с бывшей правящей партией «Баас».
В августе 2014 года боевики ИГ убили тысячи езидов на севере Ирака. Политик охарактеризовал это как «злобное злодеяние» и сказал, что «обязанностью международного сообщества является занять твёрдую позицию против Исламского государства» и «начать войну против Исламского государства, чтобы остановить геноцид и зверства против мирных жителей». Он попросил Совет по правам человека начать расследование преступлений против мирных жителей, совершённых ИГ. Мухаммед Шиа ас-Судани назвал преступления ИГ равносильными геноциду и преступлениям против человечности: «Мы столкнулись с монстром-террористом. Их передвижение должно быть ограничено. Их активы должны быть заморожены и конфискованы. Их военный потенциал должен быть уничтожен».
В октябре 2014 года, когда к власти пришло правительство Хайдера аль-Абади, ас-Судани на посту министра по правам человека сменил Мухаммед Махди Амин аль-Баяти.

#### Другие позиции
В 2011 году занимал должность исполняющего обязанности главы Высшей комиссии по вопросам ответственности и правосудия в 2011 году, а затем исполняющего обязанности главы Института политических заключённых в 2014 году.
С 2014 по 2019 год занимал пост министра труда и социальных дел. Также являлся министром промышленности и торговли.
С 2017 по 2018 год являлся председателем совета директоров Арабской организации труда в Каире.
В 2019 году покинул коалицию «Государство закона» Нури аль-Малики и после этого выступал как независимый шиитский политик. Мухаммед был членом партии «Дава» до 2020 года. Некоторые критики считают, что его уход из партии был попыткой дистанцироваться от предыдущих правительств и продолжить свою карьеру. В 2021 году политик основал собственную «Партию Евфрата». Это привело к тому, что партия получила три из 329 мест в Совете представителей, а также к созданию Координационного совета — группы шиитских партий, близких к Ирану.

### Премьер-министр Ирака (с 2022)
25 июля 2022 года, в попытке положить конец политическому кризису в Ираке, проиранские шиитские группы Координационного совета решили сделать Мухаммеда следующим премьер-министром Ирака. В конечном итоге он был утверждён в качестве кандидата от фракции для замены действующего премьера Мустафы аль-Казыми и формирования нового правительства.
Сразу после своего избрания новый президент Абдул Латиф Рашид назначил новым премьер-министром Мухаммеда Шиа ас-Судани, которому было поручено в течение 30 дней сформировать правительство и представить его на утверждение парламенту. 15 октября 2022 года Мухаммед официально вступил в должность и приступил к исполнению своих обязанностей. Политик пообещал, среди прочего, реформировать экономику, бороться с коррупцией, улучшать ухудшающиеся общественные услуги, бороться с бедностью и безработицей. Он также пообещал внести поправки в закон о выборах в течение трёх месяцев и в течение года провести досрочные парламентские выборы. Мухаммеду удалось сформировать правительство, которое было одобрено Советом представителей 27 октября.

## Критика
Мухаммед принадлежит к проиранским шиитским групам Координационного совета. Его кандидатура на пост главы правительства Ирака вызвала гнев сторонников влиятельного шиитского деятеля Муктады ас-Садра. Попытка коалиции выдвинуть Мухаммеда на пост премьер-министра в июле 2020 года привела к оккупации парламента страны в укреплённой Зелёной зоне Багдада сторонниками Муктады, что привело к многодневным столкновениям, в результате которых погибли десятки человек. Протестующие собрались у главных ворот Зелёной зоны, чтобы выступить против Мухаммеда, и столкнулись с присутствием сил безопасности. Муктада и его сторонники категорически отвергли лидерство Мухаммеда, считая его ставленником Нури аль-Малики — их давнего врага, которого они обвиняют в коррупции и бесхозяйственности.
Мухаммед Шиа ас-Судани рассматривается в «координационных рамках» как «один из лиц, имеющих опыт руководящей работы» и характеризуется как «честный, не запятнанный коррупционными делами и способный различать отношения, работу, политический статус, политические партии и выгоды, а также являющийся сильной и непротиворечивой фигурой». Издание «Коммерсантъ» отмечает, что у политика «хорошая репутация, в том числе он, в отличие от многих иракских политиков, не замешан в коррупционных делах. Однако для сторонников ас-Садра Мухаммед выглядит прежде всего как ставленник Нури аль-Малики. Они опасаются, что бывший премьер прикрывается фигурой Мухаммеда, чтобы вновь вернуться во власть».

## Личная жизнь
Женат, имеет четырёх детей.